# Etheostoma osburni
Etheostoma osburni е вид лъчеперка от семейство Percidae.

## Разпространение
Видът е разпространен в САЩ (Вирджиния и Западна Вирджиния).